# چاه موس
چاه موس یک روستا در ایران است که در دهستان طرود شهرستان شاهرود واقع شده‌است.